# Bob LaLonde
Robert F. „Bob“ LaLonde (* 1. Dezember 1922 in Bay City, Michigan; † 11. November 2015) war ein US-amerikanischer Politiker der Republikanischen Partei.

## Leben
LaLonde besuchte die Midland High School in Midland, Michigan und machte dort 1941 seinen Abschluss. 1944 meldete sich LaLonde, der bereits seit frühester Kindheit vom Fliegen fasziniert war, freiwillig für das Kadetten-Programm der United States Army Air Forces. Während seiner 37 Jahre im aktiven Dienst, zuletzt als Colonel, kam er im Zweiten Weltkrieg, dem Koreakrieg und dem Vietnamkrieg zum Einsatz und absolvierte 30.000 Flugstunden. In den 1960er Jahren studierte er an der University of Nebraska Omaha in Omaha und machte dort 1965 seinen Abschluss.
Später war er county commissioner und arbeitete als airport manager des Jackson Hole Airport. Von 1989 bis 1994 vertrat er den 17. Senatsdistrikt im Senat von Wyoming.
LaLonde war verheiratet und wurde Vater einer Tochter.